# Донні Гортер
Донні Гортер (нід. Donny Gorter, нар. 15 червня 1988) — нідерландський футболіст, захисник клубу «Ольборг». В минулому виступав за молодіжну збірну Нідерландів.

## Клубна кар'єра
Народився в швейцарському місті Лугано, де за однойменний клуб грав його батько Едвін Гортер. 
Футболом почав займатись в академії клубу «НАК Бреда», з якої 2003 року був запрошений в школу ПСВ. Не моючи змоги пробитись до основної команди ейндговенців, на сезон 2007/08 був відданий в оренду в рідний клуб «НАК Бреда». По завершенні оренди, клуб викупив контракт гравця, який поступово став основним гравцем команди. Всього відіграв за команду з Бреди п'ять сезонів своєї ігрової кар'єри. Більшість часу, проведеного у складі «НАК Бреда», був основним гравцем захисту команди.
У червні 2012 року перейшов в АЗ, з яким підписав контракт на чотири сезони. 12 серпня дебютував в Ередивізі в матчі проти «Аяксу». В сезоні 2012/13 зіграв п'ять ігор у кубку Нідерландів, в тому числі і в переможному півфіналі проти того самого «Аяксу» (3:0), здобувши право вийти у фінал. В вирішальному матчі Гортер залишився на лаві запасних, а його партнери перемогли ПСВ (2:1).
18 серпня 2014 року перейшов на правах оренди на один сезон в данський «Ольборг». Гортер був покликаний змінити травмованого захисника Якоба Альмана, який вилетів на довгий термін. Донні дебютував за «Ольборг» 26 серпня 2014 року, коли він на 62 хвилині замінив Якоба Блоб'єрга в раунді плей-оф Ліги чемпіонів проти кіпрського АПОЕЛа (0:4). В Суперлізі дебютував 31 серпня в матчі проти «Сількеборга». Наразі встиг відіграти за команду з Ольборга 4 матчі в національному чемпіонаті.

## Виступи за збірні
Незважаючи на те, що Донні народився в Швейцарії, він має нідерландське громадянство і залучався до складу молодіжної збірної Нідерландів. На молодіжному рівні зіграв у 8 офіційних матчах.

## Титули і досягнення
- Володар Кубка Нідерландів (1):

АЗ: 2012-13